# Flughafen Köln-Bonn

Logo

De Luchthaven Keulen-Bonn (Duits: Flughafen Köln/Bonn "Konrad Adenauer") is een middelgroot modern vliegveld in Keulen. In 2022 waren er bijna 8,8 miljoen passagiers die gebruikmaakten van de luchthaven en werd er ruim 971.000 ton vracht vervoerd. De IATA-code van het vliegveld "CGN" is afgeleid van "Cologne", de Engelse en Franse naam voor Keulen.

## Verkeer
De bezigheden van de luchthaven van Keulen laten zich onderverdelen in vier groepen:
- Luchtvaart: passagiersverkeer, vrachtverkeer en militaire bereik
- Ruimtevaart: door het DLR, onderdeel van de ESA en tevens aangewezen noodlandingsplaats van de NASA
- Treinverkeer: via het ondergrondse treinstation en
- Autoverkeer: de luchthaven van Keulen was als eerste luchthaven van Duitsland gepland als "Drive-in-luchthaven".

### Luchtverkeer

Directe vliegbestemmingen vanaf de luchthaven Köln-Bonn

- Passagiersverkeer: Vanuit Keulen worden passagiersvluchten naar 120 bestemmingen aangeboden door 60 luchtvaartmaatschappijen.

De meeste bestemmingen liggen binnen Europa maar er zijn ook regelmatige intercontinentale diensten naar bijvoorbeeld Tel Aviv, New York Newark, Teheran Imam-Khomeini.
Verder worden er populaire vakantie bestemmingen bediend en groeit het aantal low-cost vluchten.
- Vrachtverkeer: Het vrachtverkeer via Keulen is met meer dan 970.000 ton per jaar aanzienlijk, zo gebruikt bijvoorbeeld UPS met UPS Airlines en FedEx met FedEx Express Keulen als Europa-hub. In verband met bijzondere transporten is hier ook een Antonov An-225 vaak te zien (het tot nu toe grootste vliegtuig ter wereld).
- Militaire bereik: De luchthaven van Keulen is ook een basis van de Duitse Luftwaffe, op het gebied van het vliegveld bevindt zich de kazerne Wahner Heide van de Bundeswehr met 4500 soldaten en 1500 civiele medewerkers. Gevestigd zijn daar o.a. het "Luftwaffenamt", "Luftwaffenführungskommando", "Streitkräfteunterstützungskommando". Verder zit er de Flugbereitschaft, deze is onder andere verantwoordelijk voor vervoer en veiligheid van staatsbezoeken (vanwege Bonn als voormalig hoofdstad), en is de luchthaven van Keulen de basis voor Duitse vluchten van hulpgoederen in het geval van calamiteiten (vooral in andere landen).

### Ruimtevaart
- Op de luchthaven van Keulen is de Duitse ruimtevaartorganisatie DLR gevestigd, onderdeel van de Europese ESA en ook het Europees Astronautencentrum, de thuisbasis van het Europese Astronautenkorps is hier gesitueerd. Ondanks het feit dat het DLR gevestigd is op het vliegveld, houdt het zich vooral bezig met satellieten en de theoretische taken van de ruimtevaart, zoals berekening van vluchtroutes en training van astronauten. Vanuit Keulen heeft echter geen vlucht naar het heelal plaatsgevonden. Er zijn slechts tests en bezoeken geweest zoals in 1983 een landing van de Space Shuttle Enterprise op de rug van een NASA Boeing 747. De luchthaven van Keulen is tevens een van de 19 niet-Amerikaanse "officiële noodlandingsplaatsen" van de NASA.

Elk jaar in september zijn de ruimtevaartorganisaties in Keulen openbaar toegankelijk, meestal in het derde weekeind van september.

### Treinverkeer
- Op het ondergrondse treinstation Köln/Bonn Flughafen stoppen ICE-treinen, Regional-Express-treinen en treinen van de S-Bahn van Keulen.

### Autoverkeer
- Via de snelweg A59 is de luchthaven van Keulen direct te bereiken vanuit Bonn, Duisburg, Düsseldorf, Leverkusen en via de Autobahnring van Keulen vanuit de grootste delen van Nederland, Duitsland en Europa.
- De parkeergarages van de luchthaven bieden ruim 12.000 parkeerplaatsen voor reizigers.

## Bezienswaardigheden
De luchthaven van Keulen is een van de weinige grote luchthavens die een redelijk groot uitzichtplatform voor bezoekers bieden. Vanaf het platform is afgezien van slecht weer goed zicht op het stijgen en landen van vluchten. Bij (dreigend) onweer gesloten.